# Јустис (Флорида)
Јустис (енгл. Eustis) град је у америчкој савезној држави Флорида. По попису становништва из 2010. у њему је живело 18.558 становника.

## Демографија
Према попису становништва из 2010. у граду је живело 18.558 становника, што је 3.452 (22,9%) становника више него 2000. године.
| Група             | 2000.          | 2010.          |
| Белци             | 11.040 (73,1%) | 12.606 (67,9%) |
| Афроамериканци    | 2.867 (19,0%)  | 3.229 (17,4%)  |
| Азијати           | 95 (0,6%)      | 215 (1,2%)     |
| Хиспаноамериканци | 962 (6,4%)     | 2.202 (11,9%)  |
| Укупно            | 15.106         | 18.558         |